# Мурсалиев, Эльвин Адалят оглы
Эльвин Адалят оглы Мурсалиев (азерб. Mürsəliyev Elvin Ədalət oğlu; род. 17 августа 1988, Баку, Азербайджанская ССР) — азербайджанский борец греко-римского стиля, член национальной сборной Азербайджана, победитель Европейских игр 2015 года, серебряный призёр чемпионата Европы 2010, бронзовый призёр чемпионата Европы и чемпионата мира 2014 года. Представлял Азербайджан на летней Универсиаде 2013 в Казани и летних Олимпийских играх 2016 в Рио-де-Жанейро. Мастер спорта с 2007 года.

## Биография
Эльвин Мурсалиев начал заниматься борьбой в возрасте 11 лет в ЦСКА Баку. С 2003 по 2006 года обучался в Республиканском олимпийском спортивном лицее в Баку. Здесь наставником Эльвина был Вагиф Фейзуллаев. Далее, в 2006 году поступает на факультет единоборств Азербайджанской государственной академии физической культуры и спорта, которую оканчивает в 2010 году. С 2005 года выступает за спортивно-оздоровительный центр «Нефтчи» Баку. Холост. С 2017 года тренером спортсмена становится Ровшан Байрамов.
В марте 2021 года объявил о завершении карьеры борца. В январе 2022 года Мурсалиев был назначен тренером юношеской сборной Азербайджана по греко-римской борьбе.

## Достижения

### Чемпионаты мира
| Соревнования                                | Сборная     | Весовая категория | Место   |
| ------------------------------------------- | ----------- | ----------------- | ------- |
| Чемпионат мира по борьбе среди юниоров 2007 | Азербайджан | 74 кг             | Серебро |
| Чемпионат мира по борьбе среди юниоров 2008 | Азербайджан | 74 кг             | Золото  |
| Чемпионат мира по борьбе 2014               | Азербайджан | 75 кг             | Бронза  |
| Чемпионат мира по борьбе 2017               | Азербайджан | 75 кг             | Бронза  |

### Чемпионаты Европы
| Соревнования                                  | Сборная     | Весовая категория | Место   |
| --------------------------------------------- | ----------- | ----------------- | ------- |
| Чемпионат Европы по борьбе среди кадетов 2005 | Азербайджан | 69 кг             | Бронза  |
| Чемпионат Европы по борьбе 2010               | Азербайджан | 74 кг             | Серебро |
| Чемпионат Европы по борьбе 2014               | Азербайджан | 75 кг             | Бронза  |
| Чемпионат Европы по борьбе 2018               | Азербайджан | 77 кг             | Бронза  |

### Кубки мира
| Соревнования              | Сборная     | Весовая категория | Место  |
| ------------------------- | ----------- | ----------------- | ------ |
| Кубок мира по борьбе 2014 | Азербайджан | 75 кг             | Бронза |
| Кубок мира по борьбе 2015 | Азербайджан | 75 кг             | Золото |

### Европейские игры
| Соревнования          | Сборная     | Весовая категория | Место  |
| --------------------- | ----------- | ----------------- | ------ |
| Европейские игры 2015 | Азербайджан | 75 кг             | Золото |

### Другие соревнования
| Соревнования                               | Сборная     | Весовая категория | Место   |
| ------------------------------------------ | ----------- | ----------------- | ------- |
| Турнир Кристо Лютте 2009                   | Азербайджан | 74 кг             | Серебро |
| Золотой Гран-при по борьбе 2009            | Азербайджан | 74 кг             | 5       |
| Золотой Гран-при по борьбе 2011            | Азербайджан | 74 кг             | Серебро |
| Гран-при Германии по борьбе 2012           | Азербайджан | 74 кг             | Бронза  |
| Международный турнир Огни Москвы 2012      | Азербайджан | 74 кг             | Золото  |
| Всемирные университетские игры 2013        | Азербайджан | 74 кг             | 5       |
| Игры Спортаккорд Комбат 2013               | Азербайджан | 84 кг             | Серебро |
| Кубок имени Имама Ядигяра 2014             | Азербайджан | 80 кг             | 5       |
| Международный турнир имени Вехби Эмре 2014 | Азербайджан | 75 кг             | Бронза  |
| Золотой Гран-при по борьбе 2014            | Азербайджан | 80 кг             | Золото  |
| Международный турнир Огни Москвы 2014      | Азербайджан | 80 кг             | Бронза  |
| Золотой Гран-при Парижа по борьбе 2015     | Азербайджан | 80 кг             | Золото  |

## Награды и звания
Указом Президента Азербайджанской Республики Ильхама Алиева от 29 июня 2015 года Эльвин Мурсалиев за высокие достижения на I Европейских играх и большие заслуги в развитии спорта в Азербайджане был награждён орденом «Слава».